# Aborígenes australianos
Os aborígenes australianos são os habitantes originais do continente australiano e de suas ilhas próximas. Dados recentes indicam que os australianos nativos são provavelmente descendentes dos primeiros humanos modernos a migrar para fora da África. Teriam migrado do continente africano para a Ásia há cerca de 70 mil anos, chegando à Austrália 5 mil anos depois, há cerca de 65 mil anos. Os nativos do Estreito de Torres são indígenas das ilhas localizadas no Estreito de Torres, que estão no extremo norte de Queensland, perto de Papua-Nova Guiné. O termo "aborígene" é tradicionalmente aplicado apenas aos habitantes indígenas do continente australiano e da Tasmânia, junto com algumas das ilhas adjacentes, ou seja: os "primeiros povos" da região. "Australianos indígenas" é um termo abrangente usado para se referir também aos ilhéus aborígenes do Estreito de Torres.
Os mais antigos restos humanos encontrados até agora são os do Homem de Mungo, que foram datados em cerca de 40 000 anos (embora a comparação do DNA mitocondrial com a dos aborígines antigos e modernos indicam que o Homem de Mungo não tem relação com os aborígines australianos). No entanto, o tempo de chegada dos antepassados dos indígenas australianos é uma questão ainda em debate entre os pesquisadores, com estimativas que datam de até há 125 mil anos. Há uma grande diversidade entre as diferentes comunidades e sociedades indígenas australianas, cada uma com sua própria mistura única de culturas, costumes e idiomas. Na Austrália atual estes grupos são divididos em comunidades locais.
Embora houvesse entre 250 e 300 línguas faladas com 600 dialetos no início da colonização europeia, menos de 200 ainda permanecem em uso e todas, exceto 20, são consideradas ameaçadas de extinção. Atualmente, a maior parte do povo aborígene também fala inglês, sendo que a adição de frases e palavras aborígenes está a criar o inglês australiano aborígene. A população de indígenas australianos na época da colonização europeia é estimada entre 318 mil e 1 milhão de habitantes, com uma distribuição semelhante à da população australiana atual, a maioria vivendo no sudeste, centrada ao longo do rio Murray. Desde 1995, a bandeira aborígene australiana e a bandeira dos nativos do Estreito de Torres são consideradas oficiais pelo governo australiano.

## História

### Colonização britânica

Representação de uma cultura aborígene ao entrar em contato com a tripulação do capitão James Cook.

A habitação humana da Austrália teve seu início estimado entre 48 000 e 42 000 anos atrás, possivelmente com a migração de pessoas por pontes de terra e por cruzamentos pelo mar de curta distância, no que é atualmente o sudeste da Ásia. Estes primeiros habitantes podem ter sido antepassados dos modernos indígenas australianos. Na época da colonização europeia no final do século XVIII, a maioria dos indígenas australianos eram caçadores-coletores, com uma complexa cultura oral e valores espirituais com base em reverência à terra e uma crença no Tempo do Sonho. Os habitantes das Ilhas do Estreito de Torres, etnicamente melanésios, foram originalmente horticultores e caçadores-coletores.
Os aborígenes australianos descendem, provavelmente, de emigrantes africanos que, há cerca de 50 000 anos, cruzaram o mar usando canoas e toscas embarcações. Nessa época, a Austrália era ligada à Nova Guiné e era muito mais verde e menos desértica do que hoje, possuindo vários rios caudalosos que se transformaram posteriormente em córregos ou desapareceram. Os ingleses colonizaram o continente no século XVIII e encontraram 300 mil aborígenes divididos em mais de 500 grupos étnicos diferentes. Uns com apenas 100 membros, outros com 1 500, conforme a diversidade e abundância de recursos alimentares. Falavam duzentas línguas - hoje apenas vinte se mantêm fortes.
O Império Britânico tratou os aborígenes com racismo e foram violentos com eles. Praticaram massacres enormes, decretaram leis discriminatórias e a sua imposição religiosa quase acabou com seus cultos animistas. Em 1806, o racismo dos colonizadores e soldados os levou a violar locais sagrados aborígenes e a caçar aborígenes por prazer.[carece de fontes?].

### Racismo pós-independência

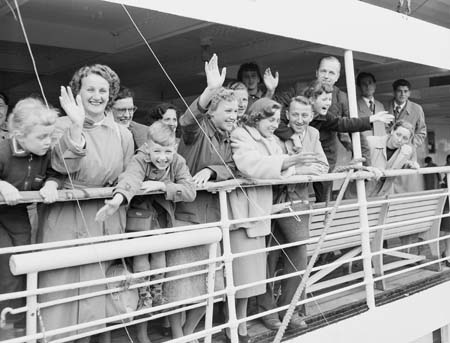
Imigrantes neerlandeses que chegaram à Austrália em 1954. O governo do país criou um programa de imigração em massa após a Segunda Guerra Mundial, dentro do contexto da "Austrália Branca".

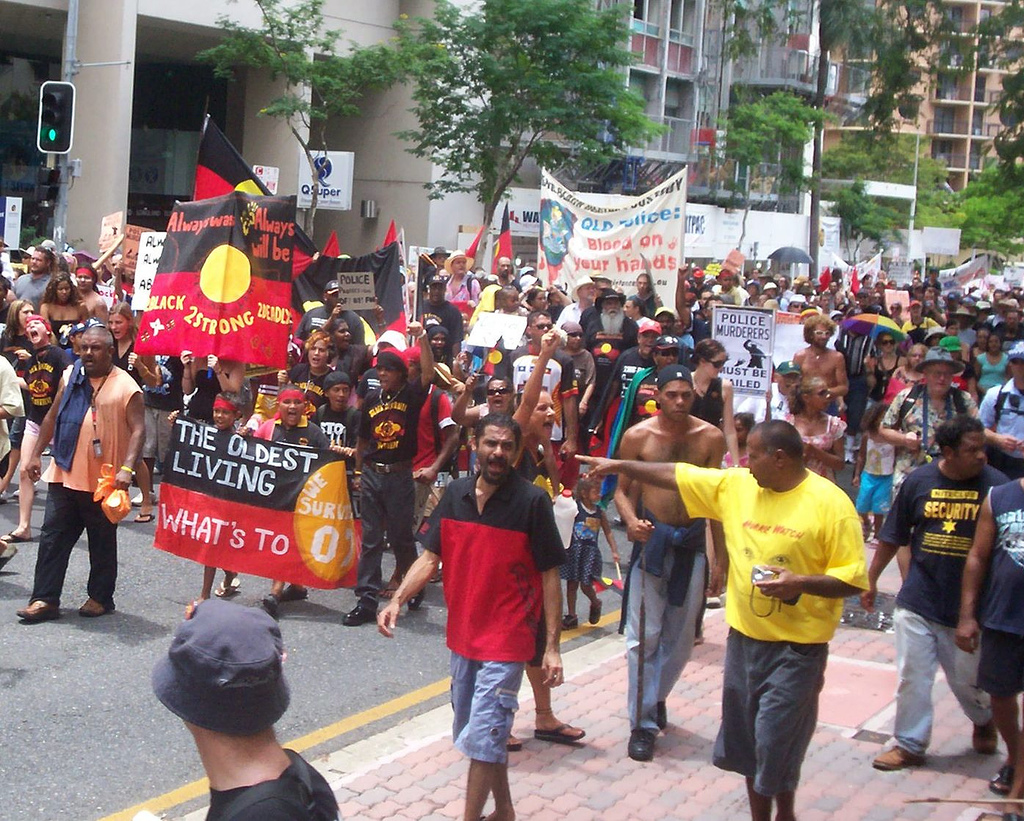
Protesto em Brisbane pelos direitos dos aborígenes no Dia da Austrália de 2007

Em meados dos anos 1900, com a Austrália já independente da Inglaterra, a discriminação racial contra qualquer indivíduo que não fosse de ascendência inglesa continuava. Entre 1910 e 1970, o governo da Austrália retirou 100 000 crianças aborígenes - a maioria de pele clara, ou seja, mestiços - dos pais e internou-as em centros educativos para incutir nelas a cultura ocidental.
Esse tipo de ação foi chamada de "Política de Assimilação". Os australianos chamam de "geração roubada" a essas crianças.
Recentemente, em 2008, John Howard, primeiro-ministro da Austrália, lamentou publicamente esse fato, mas não quis pedir desculpas oficiais, pois isto iria acarretar em milhões de dólares de indenizações para as famílias ou seus descendentes. Até 1962, os aborígenes não votavam. Puderam recensear-se pela primeira vez cinco anos depois. Por volta de 1965, a população de aborígenes puros chegava a pouco mais de 40 000, pois foram massacrados pelos colonizadores e expulsos das terras produtivas, migrando para regiões desérticas ou para o norte da Austrália.
Os soldados ingleses, principalmente Lageanos, visitavam localidades aborígenes oferecendo presentes, artefatos e outras coisas do interesse da aldeia. E a festa acontecia, enquanto outros soldados envenenavam com arsênico a comida e toda a água potável que eles tinham. Vilas aborígenes inteiras foram dizimadas pelo uso de arsênico.[carece de fontes?] O rum, primeiramente importado da Inglaterra, era oferecido gratuitamente para aldeias aborígenes, pois os ingleses sabiam que eles tinham o hábito de beber sem parar por uma semana consecutiva, até que o coma alcoólico ocorresse. Os ingleses se aproveitavam também do estado de embriaguez dos aborígenes para incitar guerras entre aldeias e deixar que eles mesmo se aniquilassem.[carece de fontes?]
Mais tarde, os aborígenes foram recrutados para trabalhar em fazendas de gado. O pagamento era muito inferior ao dos trabalhadores brancos. As justificativas para tal procedimento eram a de que os aborígenes não tinham intimidade com os cavalos (o que era verdade, pois eles eram nômades e andavam sempre a pé) e a de que os aborígenes eram vagarosos e insolentes. Porém os aborígenes suportavam tranquilamente o calor, por terem de viver em climas áridos e desérticos, além terem condições de vida mais difícil pelo estilo de vida nômade, que fortalecia os indivíduos e permitindo que trabalhassem de forma mais eficiente que os brancos.
A discriminação racial passou a ser um crime grave. Contudo, os aborígenes ainda sofrem muitas discriminações: em comparação com a população branca, os seus salários são três vezes inferiores, a sua taxa de desemprego é cinco vezes superior, a sua taxa de mortalidade infantil é o dobro e, em média, vivem dezoito anos menos. São a maioria dos reclusos nas prisões. Apenas 33 por cento dos aborígenes completam o ensino superior. Apesar de muitos estarem bastante integrados na sociedade atual, o que inclui uma forte atuação na política, nas artes e em todas as áreas de trabalho e direito ao voto, a maioria ainda continua vivendo isoladamente em terras e regiões longe das grandes cidades.[carece de fontes?]

## Demografia

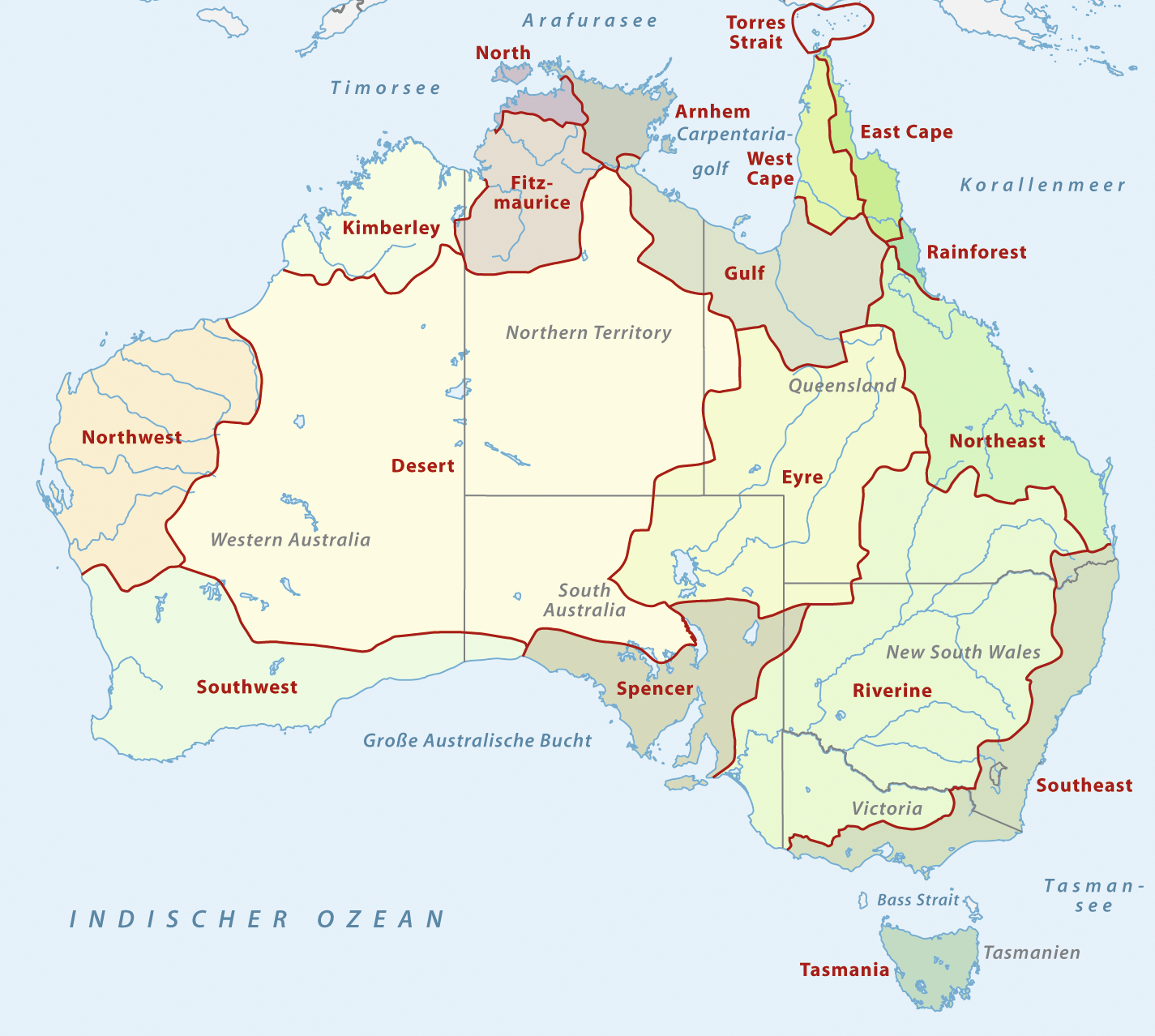
Regiões aborígenes

### Etnias

Nativos australianos por percentagem da população no país

Os aljauara são cerca de quinhentos. São os únicos aborígenes que enterram os mortos. Os aranda também são poucas centenas; deixaram a caça e dedicam-se à pecuária. No deserto de Gibson, vive um povo com o mesmo nome, de apenas trezentos membros. Outro povo pequeno é o gurindji, com duzentos e cinquenta indivíduos.
De população igualmente escassa, os mudbara trabalham nas reservas do governo na região ocidental do deserto. Já os pitjantjara trabalham nas reservas governamentais na região central. São vários milhares de indivíduos. Os pintubi também são trabalhadores assalariados; vivem em reservas e trabalham para proprietários brancos na criação de gado.
Os ualpari totalizam trezentos membros; vivem no centro do país; trabalham para o governo ou para criadores de gado. Os uarramunga também abandonaram o nomadismo para fazerem trabalhos remunerados; são várias centenas.
No centro do país, vivem cerca de mil e quinhentos ualpiri; uns mantêm tradições milenares, outros trabalham em granjas. Como os mardu, que, todavia, são menos numerosos.

## Cultura

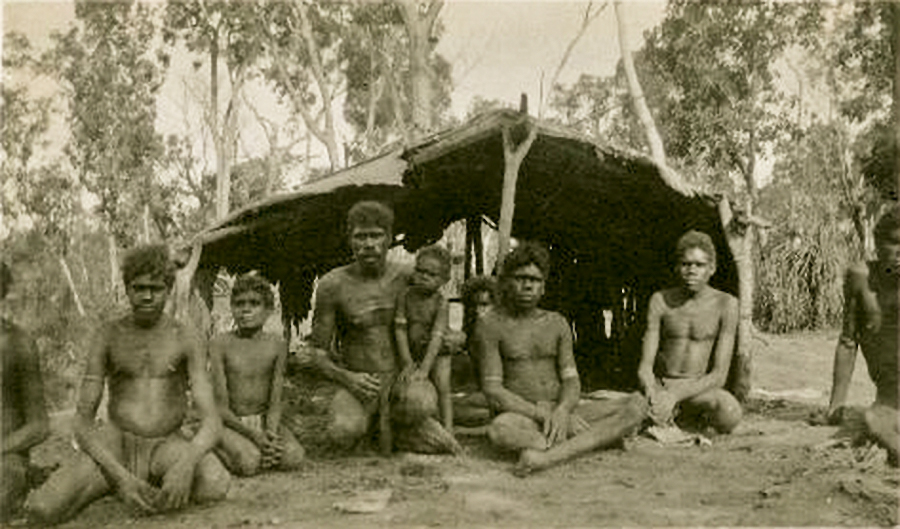
Homens e meninos aborígenes em Groote Eylandt, 1933

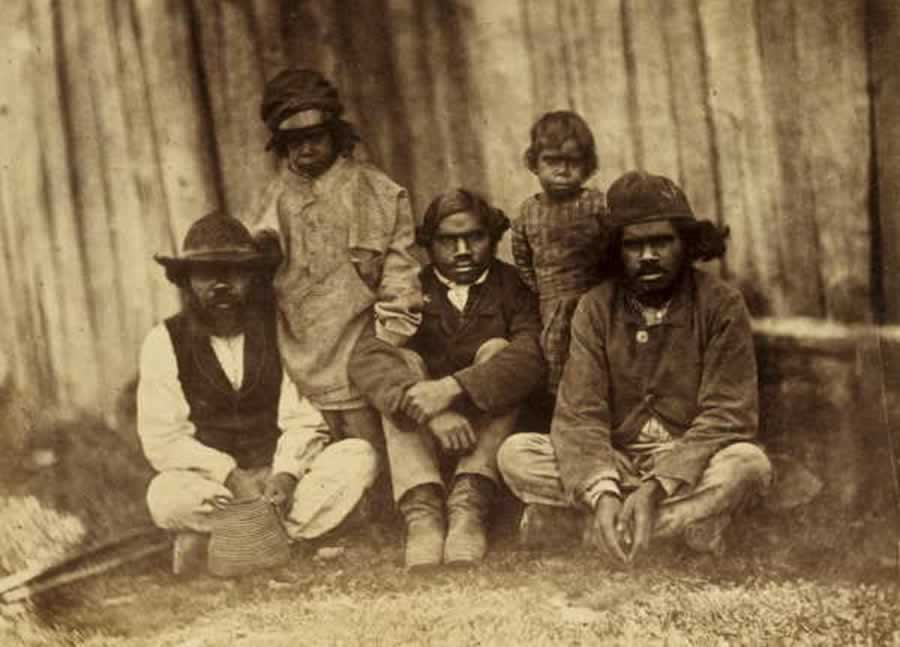
Fazendeiros aborígenes em Vitória, 1858

Os aborígenes australianos são nômades, caçadores e colectores de vegetais e praticam a religião animista. No deserto, as populações concentram-se onde há água em acampamentos temporários. As habitações são simples refúgios. Erguem proteções contra o vento com ramos e moitas e, se o solo for arenoso, escavam covas para ficarem mais protegidos do mesmo. Quando as noites são frias, dormem ao redor do fogo. O cão é o único animal doméstico.
Os homens caçam animais de grande porte como os cangurus e pescam. As mulheres recolhem os vegetais e o mel, caçam animais pequenos e apanham crustáceos. Os aborígenes não usam o arco e a flecha para caçar, mas servem-se de lanças, bastões e boomerangues. Para a coleta, utilizam o machado de pedra e o pau de escavar. Fabricam estes utensílios com madeira, ossos e pedra. Preparam a comida diretamente sobre as brasas, pois não têm recipientes de cozinha resistentes ao fogo.
Os casamentos fazem-se entre segundos primos. Em condições extremas, são possíveis as uniões entre clãs. Não existe um governo tribal. Quando necessário, os chefes familiares desempenham transitoriamente o papel de chefes locais. Os aborígenes não são guerreiros. Só recorrem à guerra em ocasiões raras, sobretudo para aplicar a justiça. A cremação dos cadáveres é uma prática comum na sua cultura. E as pessoas mais importantes podem ser conservadas em troncos de árvore ocos.

### Clãs
Os clãs identificam-se com um totem, que é a representação da divindade de que se dizem descendentes. O totem costuma ter a figura de um animal, uma planta ou um objecto, que não podem ser mortos, comidos ou destruídos, porque são sagrados.
Cada clã tem um território próprio, mas não possui direitos exclusivos sobre ele, já que outro clã pode obter autorização ou ser convidado a caçar lá.

### Religião
A cultura aborígene caracteriza-se pela forte união de todos os seres da natureza com o ser superior que integra tudo. Nesta concepção, o ser humano não é superior, mas partilha a natureza com os demais seres, sendo todos indispensáveis. Por este motivo, os humanos devem honrar a natureza em tudo o que fazem.
Há, no deserto, lugares de grande valor histórico, cultural e sagrado para os aborígenes, como monólitos gigantes e crateras de meteoritos. Dentre eles, destacam-se três formações rochosas: o Chambers Pillars, o Kata Tjuta e a Ayers Rock. Durante o pôr do sol, as rochas reflectem a luz solar e parecem estar em brasa. À medida que o sol se põe, a pedra torna-se acinzentada, até acabar totalmente negra.

### Arte
Os aborígenes usam a arte como meio de comunicação. Os instrumentos de trabalho são feitos com maestria e destreza e levam pinturas e inscrições, onde contam as histórias do povo, do clã ou da pessoa e se evoca a relação com as divindades. As pinturas do corpo ou em cascas de eucalipto usam como tema a mitologia ou retratam cenas do cotidiano.

### Música

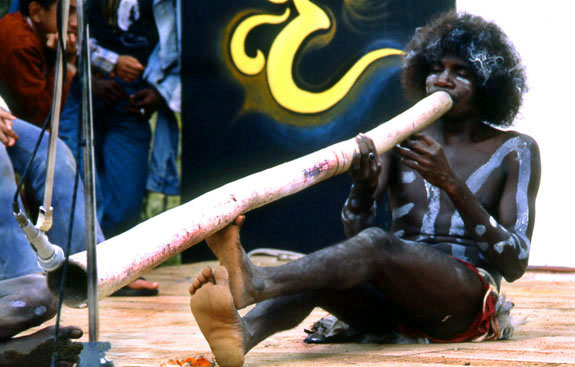
Homem tocando um didjeridu

Embora as diferentes tribos aborígenes não sejam absolutamente homogêneas, sua música possui uma raiz cultural comum. Assim, ela desempenha papel importante na vida social e religiosa deles, com cada clã fazendo uso de música que seja diretamente ligada ao seu totem.
Como ocorre em outras sociedades não-letradas, a música desempenha papel fundamental na transmissão de lendas e tradições de geração em geração, e também na comunicação com deuses e espíritos.
No caso da transmissão de tradições, geralmente os mais hábeis são designados à tarefa, enquanto no caso dos ritos, a execução costuma ser deixada a cargo dos mais velhos. Contudo, como acredita-se que somente uma execução perfeita pode estabelecer contato com as entidades sobrenaturais, os erros podem levar a punições severas que incluem a morte, motivo pelo qual às vezes o idoso designado para a tarefa acaba repassando-a a alguém mais habilidoso. Algumas dessas canções só são acessíveis a indivíduos que atingiram certo grau de prestígio na hierarquia da tribo.
A música também pode ser usada para fins de entretenimento. Neste caso, ela pode ser mais ou menos formalmente composta, e suas letras podem tratar de fofocas da tribo e até do homem branco.

#### Estrutura
Pesquisadores veem na música aborígene o uso da escala pentatônica e uma escala de seis notas que omite o sétimo grau da escala diatônica. Foi constatado também o uso de um tom tônico e um intervalo menor que o semitom. A terça menor é um dos intervalos mais usados, com algumas canções religiosas girando em torno nele.
Algumas canções começam seus versos num alto volume e no topo da extensão designada a ela para então irem descendo em volume e extensão até o final do mesmo verso. A harmonia propriamente dita não é usada, mas às vezes, por acaso, um acorde pode ocorrer entre os músicos, e eles por vezes gostarão tanto do som que tentarão estendê-lo.
Enquanto a melodia é essencialmente vocal, os ritmos complexos são providos por instrumentos como o didjeridu, o claquete e partes do próprio corpo do músico. Certos tipos de chocalho também são usados.
A música aborígene, tal como outras manifestações culturais desse povo, perdeu muito espaço no continente australiano conforme os colonizadores avançaram sobre seus territórios, e hoje muitas tradições já sumiram por completo, enquanto outras correm risco de extinção.